# Międzyrzecze (geografia)
Międzyrzecze, mezopotamia – obszar, zazwyczaj równinny, położony pomiędzy dwiema rzekami, często bliźniaczymi.
Klasyczny przykład to międzyrzecze Eufratu i Tygrysu, czyli historyczna Mezopotamia.